# Cylindrotettix insularis
Cylindrotettix insularis är en insektsart som beskrevs av Bruner, L. 1906. Cylindrotettix insularis ingår i släktet Cylindrotettix och familjen gräshoppor.

## Underarter
Arten delas in i följande underarter:
- C. i. insularis
- C. i. herbaceus